# La Jarne
La Jarne ist eine französische Gemeinde mit 2.591 Einwohnern (Stand: 1. Januar 2022) im Département Charente-Maritime in der Region Nouvelle-Aquitaine. Sie gehört zum Arrondissement La Rochelle, zum Kanton La Jarrie und ist Mitglied im Gemeindeverband La Rochelle Agglomération. Die Einwohner werden Jarnais(es) genannt.

## Geografie
La Jarne liegt etwa fünf Kilometer südöstlich von La Rochelle in der historischen Landschaft Aunis. Umgeben wird La Jarne von den Nachbargemeinden Saint-Rogatien im Norden, Clavette im Nordosten, La Jarrie im Osten, Salles-sur-Mer im Süden und Südosten, Angoulins im Westen und Südwesten sowie Aytré im Westen und Nordwesten.

## Geschichte
Der historische Name des Ortes ist Agerna.

## Bevölkerungsentwicklung
| Jahr      | 1962 | 1968 | 1975 | 1982 | 1990 | 1999 | 2006 | 2012 |
| Einwohner | 579  | 679  | 973  | 1557 | 1633 | 2054 | 2218 | 2436 |

## Sehenswürdigkeiten

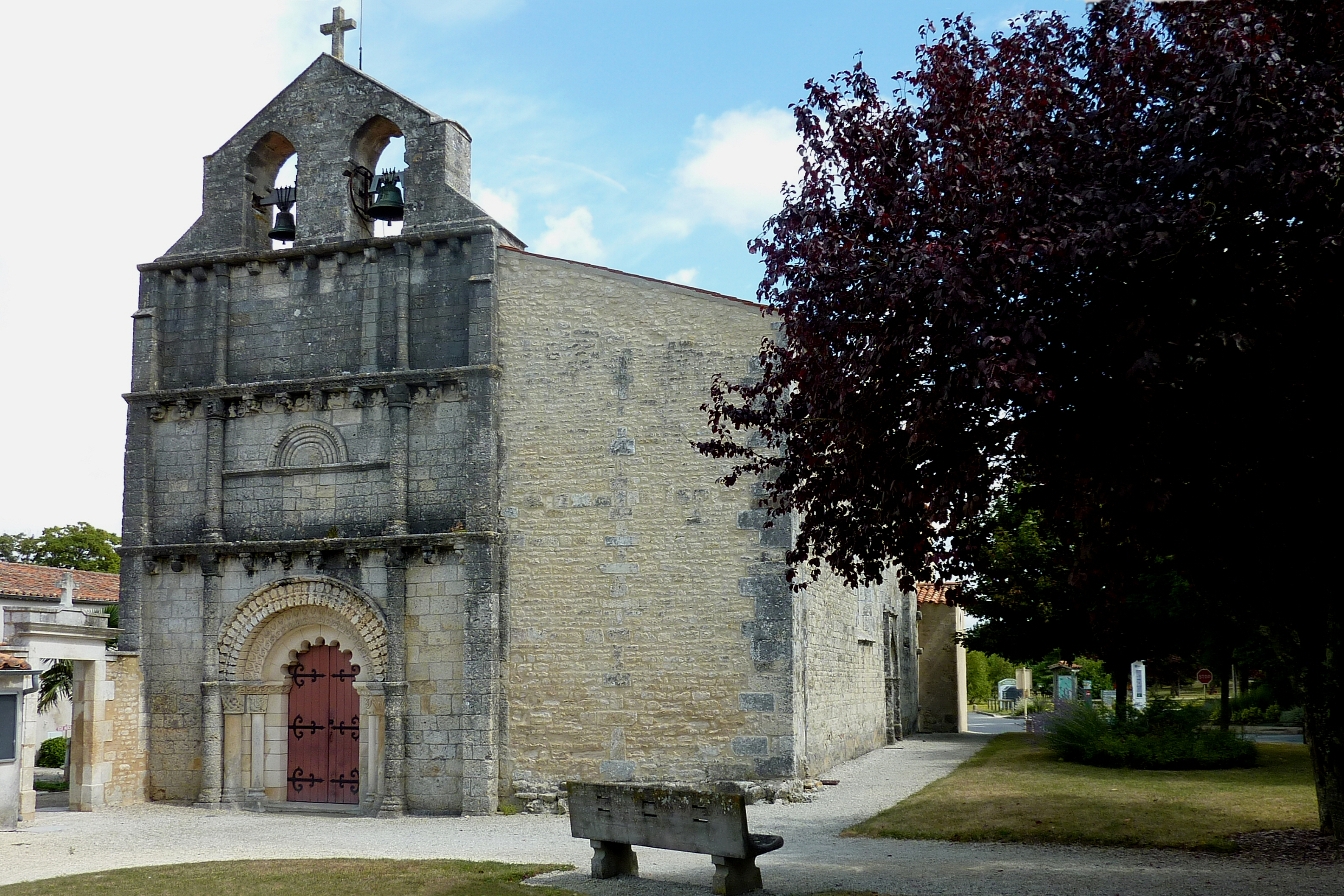
Kirche Notre-Dame

Siehe auch: Liste der Monuments historiques in La Jarne
- Dolmen La Pierre levée
- Kirche Notre-Dame aus dem 11. Jahrhundert, Umbauten im 18. Jahrhundert

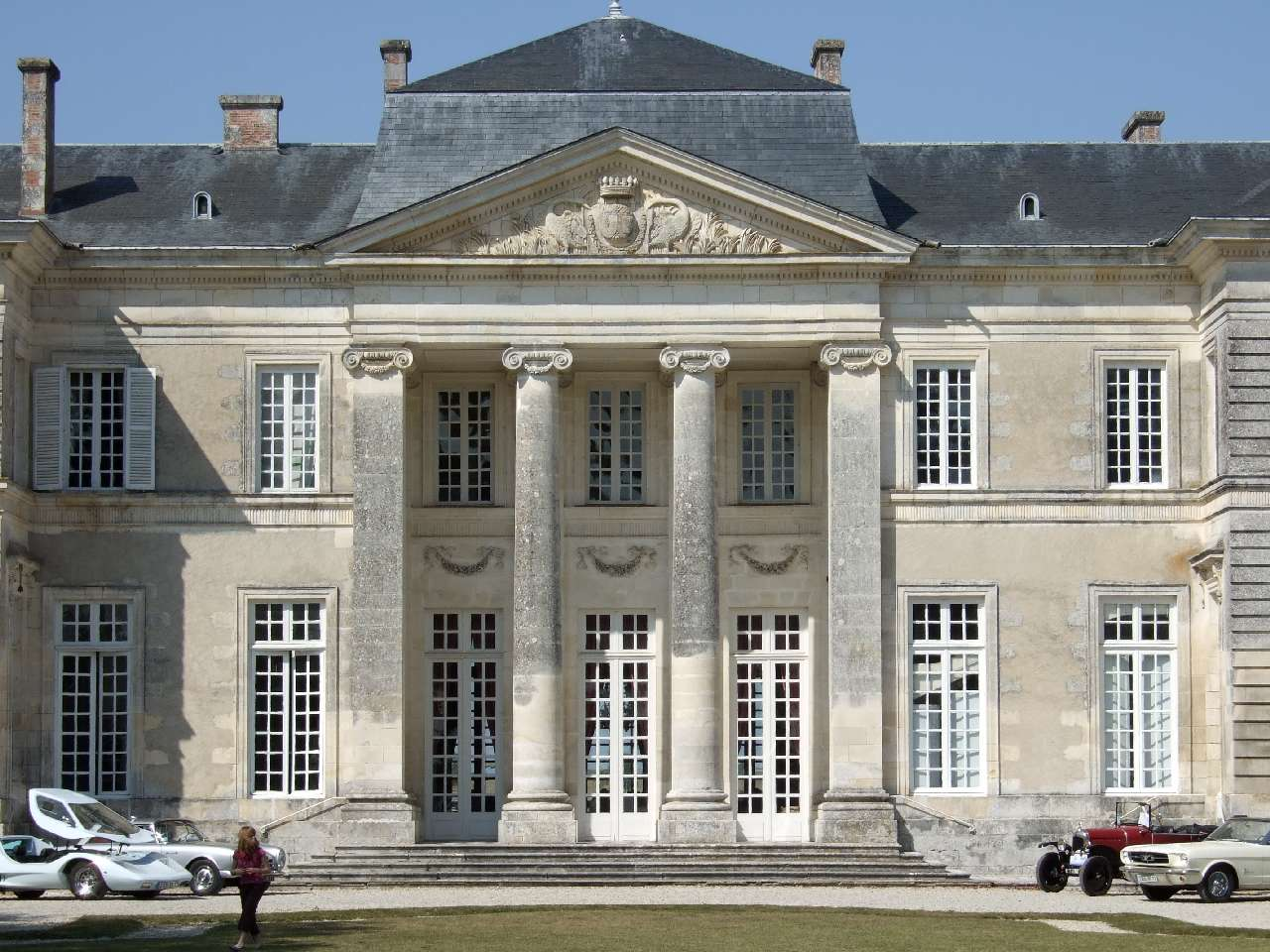
Schloss Buzay (Südansicht)

- Schloss Buzay, erbaut 1771 bis 1776, Monument historique seit 1950 bzw. 2004

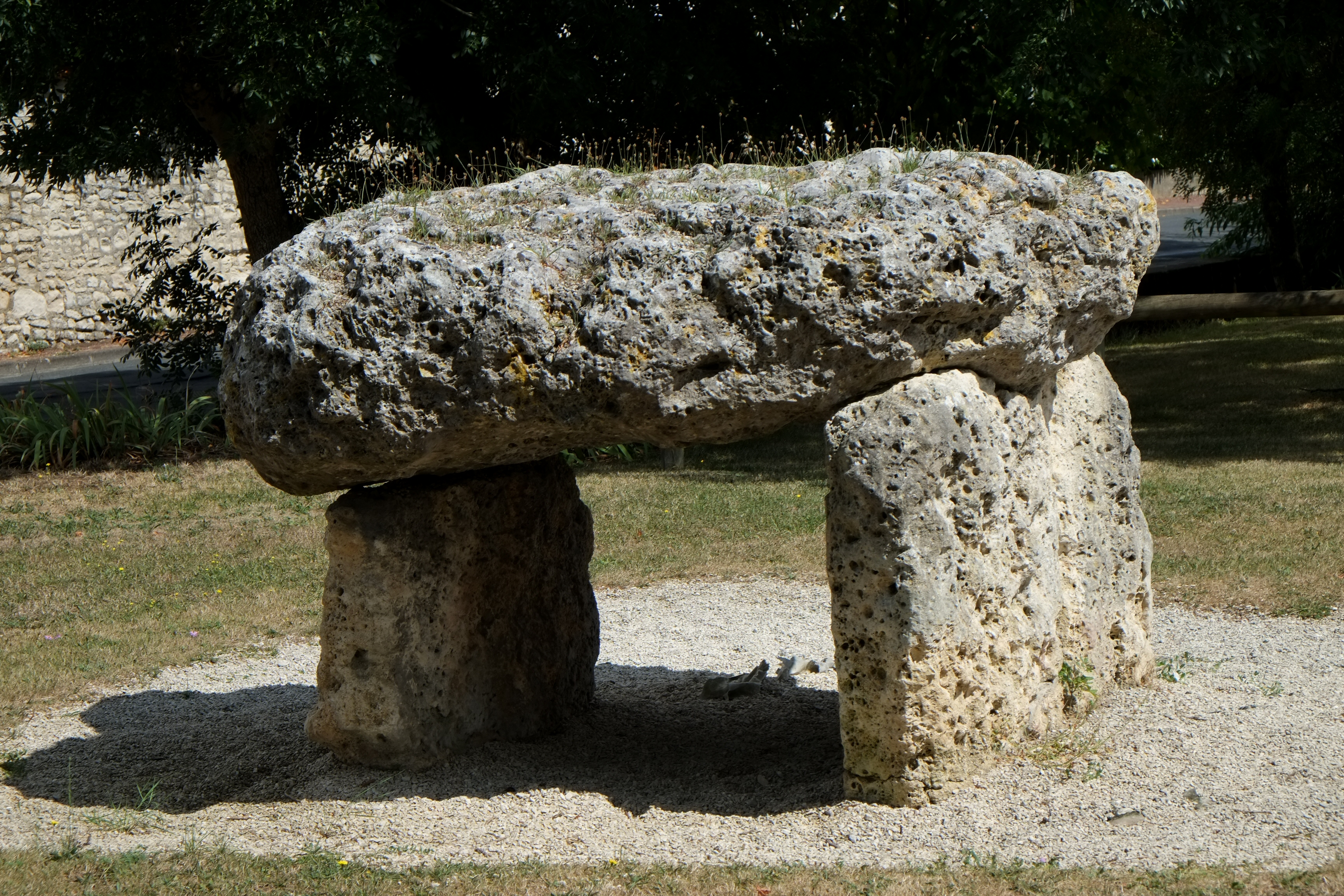
Dolmen

- Alter Gutshof Saint-Mathurin

## Persönlichkeiten
- Jean Guiton (1585–1654), Waffenmeister